# البرازيل الهولندية
كانت البرازيل الهولندية، المعروفة أيضًا بهولندا الجديدة، تقع الجزء الشمالي من مستعمرة البرازيل البرتغالية، حُكمت من قِبل الهولنديين خلال الاستعمار الهولندي للأمريكيتين بين عامي 1630 و 1654. كانت المدن الرئيسية التابعة لمستعمرة هولندا الجديدة: العاصمة موريتساد (اليوم جزء من ريسيفي)، وفريدريكستاد (جواو بيسوا)، ونيو أمستردام (ناتال)، وسانت لويس (ساو لويس)، وساو كريستوفاو، وفورت شوننبورخ (فورتاليزا)، وسيرينايم، وأوليندا.
من عام 1630 وما بعد، احتلت جمهورية هولندا ما يُقارب نصف المنطقة الأوروبية المستقرة في البرازيل في تلك الفترة، مع عاصمتها في ريسيفي. أسست شركة الهند الغربية الهولندية (جي دبليو سي) مقراتها في ريسيفي. دعا الحاكم، يوهان موريتس، الفنانين والعلماء إلى المستعمرة من أجل المساعدة في الترويج للبرازيل وزيادة نسب الهجرة إليها. على أي حال، انعكست الدفة ضد الهولنديين حين أحرز البرتغاليون نصرًا كبيرًا في معركة غوارارابيس الثانية عام 1649. في 26 يناير عام 1654، استسلم الهولنديون ووقّعوا على اتفاقية استسلام، لكن باعتبارها اتفاقًا مؤقتًا. بحلول شهر مايو من عام 1654، طالب الهولنديون باسترداد هولندا الجديدة إلى الجمهورية الهولندية. في 6 أغسطس 1661، أُخضعت هولندا الجديدة رسميًا إلى البرتغال من خلال معاهدة لاهاي.
كانت هذه الفترة ذات أهمية كبيرة في الذاكرة التاريخية للبرازيل، بينما كانت ذات أهمية مرحلية فحسب بالنسبة للهولنديين. لم تحظَ بتغيرات دائمة على مستوى التنمية الاجتماعية والمؤسساتية للبرازيل البرتغالية. كان على المستوطنين البرتغاليين المحليين التصدي للهولنديين من خلال مواردهم الذاتية، بما في ذلك حشد الحلفاء السود والسكان الأصليين، واستغلال معرفتهم بالظروف المحلية. يُعتبر هذا النزاع في الذاكرة التاريخية البرازيلية بأنه زرع بذور السيادة القومية البرازيلية. شهدت هذه الفترة أيضًا انحدارًا في صناعة السكر البرازيلية، إذ دمّر النزاع بين الهولنديين والبرتغاليين إنتاج السكر البرازيلي، وسط منافسة محتدمة بين المزارعين البريطانيين والفرنسيين والهولنديين في جزر الكاريبي.

## شمال شرق البرازيل في العهد الذهبي للحكم الهولندي

### تأسيس البرازيل الهولندية

#### الغزو الناجح لعام 1630
في صيف عام 1629، سعى الهولنديون نحو اهتمامٍ جديد وذلك للحصول على ولاية (رئاسة) بيرنامبوكو البرازيلية، أكبر وأثرى منطقة لإنتاج السكر في العالم. كان الأسطول الهولندي المؤلف من 65 سفينة بقيادة هيندريك كورنليزون لونك؛ حازت شركة الهند الغربية على سيطرة أوليندا بحلول 16 فبراير عام 1630، وريسيفي (عاصمة بيرنامبوكو) وأنتونيو فاز بحلول 3 مارس.

#### تعزيز السيطرة الهولندية
قاد ماتياس دي ألبوكويركو، الحاكم البرتغالي، مقاومة برتغالية قوية أعاقت إنشاء الهولنديين لحصونهم على الأراضي التي احتلوها. بحلول عام 1631، ترك الهولنديون أوليندا وحاولوا كسب السيطرة على حصن كابيديلو في بارايبا، وريو غراندي، وريو فورموسو، وكابو دي سانتو أغوستينو. لكن، هذه المحاولات لم تكن ناجحة أيضًا.
حصل الهولنديون لاحقًا على موطئ قدم في كابو دي سانتو أغوستينو، مع استمرار سيطرتهم على أنتونيو فاز وريسيفي. بحلول عام 1634 سيطر الهولنديون على الشريط الساحلي من ريو غراندي دو نورتي إلى كابو دي سانتو أغوستينو في بيرنامبوكو. حافظوا على حظوتهم في البحار أيضًا. بحلول عام 1635 فضل العديد من المستوطنين البرتغاليين الأراض المحتلة من قِبل الهولنديين، على الأراضي التي يسيطر عليها البرتغاليون. أتاح الهولنديون حرية العبادة وصون الملكيات. في عام 1635 غزا الهولنديون ثلاثة معاقل للبرتغاليين: بلدة بورتو كالفو وآرايل دو بوم جيسوس وفورت نازاريه في كابو دي سانتو أغوستينو. أعطت هذه المعاقل الهولنديين مزيدًا من أراضي السكر مما أدّى إلى زيادة في الأرباح.

### البرازيل الهولندية على يد يوهان موريتس فان ناسو- زيغن
في عام 1637، منحت شركة الهند الغربية السيطرة على مكتسباتها البرازيلية، التي أصبحت تُعرف باسم «هولندا الجديدة»، إلى يوهان موريتس فان ناسو زيغن (جون موريس من ناسو)، حفيد شقيق ويليام الصامت. خلال سنة، استولى يوهان موريتس على الولاية البرازيلية سيارا وأرسل بعثة للاستيلاء على موقع قلعة إلمينا التجاري في غرب أفريقيا، التي أصبحت عاصمة الشاطئ الهولندي الذهبي. في عام 1641 استولى الهولنديون على مقاطعة ماراناو، مما يعني أن السيطرة الهولندية أصبحت ممتدة عبر الشريط الساحلي بأكمله بين نهري الأمازون وساو فرانسيسكو.

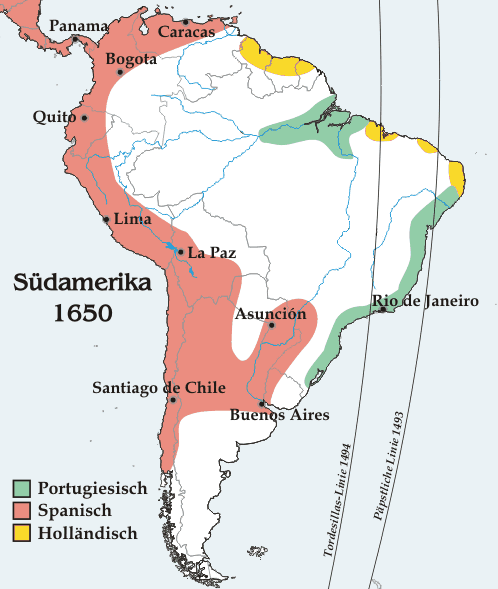
أمريكا الجنوبية حوالي 1650

#### الحكم على يد موريتس
ادعى موريتس أنه لطالما أحب البرازيل بسبب جمالها وشعبها، وازدهرت المستعمرة تحت حكمه. أدت رعايته لفناني عصر هولندا الذهبي، مثل ألبرت إكخاوت وفرانس بوست، من أجل تصوير غنى البرازيل إلى إنتاج أعمال تُظهر مختلف الأعراق والمناظر الطبيعية ومشاهد من الطبيعة الصامتة. دعا أيضًا عالِمَي الطبيعة جورج مارغراف وويلم بيسو إلى البرازيل. جمعا قدرًا كبيرًا من المعلومات حول التاريخ الطبيعي للبرازيل ونشراها أيضًا، أسفر عن ذلك إصدار كتاب التاريخ الطبيعي للبرازيل عام 1648، أول خلاصة معرفية أوروبية منظمة حول الأمريكيتين، وكان ذا تأثيرٍ كبيرٍ على الحلقات العلمية الأوروبية المعرفية لقرنٍ من الزمن.
أعد نموذج حكومة نيابية محلية من خلال تشكيل مجالس بلدية ومجالس ريفية بأعضاء هولنديين وبرتغاليين برازيليين لتمثيل الشعب.
بدأ من خلال هذه المجالس بتحديث البلاد بالشوارع والجسور والطرق في ريسيفي. أسس على جزيرة أنتونيو فاز، مدينة موريتساد (المعروفة أيضًا باسم موريسيا) حيث أحدث مرصدًا فلكيًا ومحطة أرصاد جوية، كانت هاتان المنشأتان الإنتاج الأوروبي الأول من نوعه في الأمريكيتين.
على يد موريتس، تزايدت حماية اليهود البرازيليين المنبوذين سابقًا. سُمح لليهود السابقين الذين أُجبروا على التحول إلى المسيحية بالعودة إلى دينهم السابق. سُمح أيضًا للمسيحيين غير الكاثوليكيين، مثل الكالفينيين، بممارسة معتقدهم باعتباره جزء من التسامح الديني. علاوة على ذلك، سُمح للأغلبية الكاثوليكية في البرازيل الهولندية بممارسة إيمانها بحرية، في وقتٍ من التاريخ انتشرت فيه صراعات دينية شديدة مثل حرب الثلاثين عامًا بين الكاثوليك والبروتستانت. صُور هذا الأمر في إطار القانون الجديد للبرازيل الهولندية في اتفاقية السلام الموقعة بعد احتلال رئاسة باريبا. كانت الأنظمة الرهبانية الفرانسيسكانية والكرملية والبنديكتية بارزة بشكل كبير في المستعمرة البرتغالية السابقة. سُمح لهم أيضًا بالاحتفاظ بأديرتهم جميعها وسُمح لهم بممارسة ديانتهم الكاثوليكية وإلقاء الخطابات الدينية الخاصة بها بين الشعب.

#### شعب البرازيل الهولندية
على الرغم من أنه كان هنالك مهاجرون هولنديون إلى البرازيل، إلا أن غالبية السكان كانوا برتغاليين وبرتغاليين برازيليي المولد وعبيد أفارقة وهنود أمريكيين، مع حكم هولندي على فئات اجتماعية موجودة سابقًا. وجدت مستعمرة البرازيل الهولندية صعوبة في جذب المستعمرين الهولنديين للهجرة إلى البرازيل والاستعمار فيها، إذ كان عامل الجذب الرئيسي للمستعمرة هو الثروة الكبيرة التي يمكن أن يحصل عليها الشخص من الشروع بزراعة السكر، إذ إنها كانت إحدى الأسواق الكبيرة القليلة المُصدرة للسكر إلى أوروبا في ذلك الوقت. يمكن لهذا الأمر أن يستدعي شراء عبيد أفارقة، وبالتالي يمكن للرجال الأغنياء فقط تحمل تكاليف البدء بالزراعة. كان هنالك أيضًا مخاطرة كبيرة بسبب النزاع الحدودي والمناوشات مع البرتغاليين في أجزاء البرازيل التي لازالت تحت سيطرتهم وغياب الولاء تجاه المستعمرة الهولندية من قِبل البرتغاليين البرازيليين المحليين. عاد معظم الهولنديين الموظفين في شركة الهند الغربية إلى هولندا بعد إعفائهم من مهامهم ولم يبقوا للاستقرار في المستعمرة. هكذا، كان الهولنديون أقلية حاكمة مع سكان برتغاليين وبرتغاليين برازيليي المولد. كان المستوطنون الهولنديون مقسومين إلى جماعتين منفصلتين، كانت الأولى معروفة باسم «الدينارين» (الخدم). كان الدينارين جنودًا وبيروقراطيين وكهنة كالفينيين موظفين من قِبل شركة الهند الغربية.
كان الفريبورغرز (الأحرار) المجموعة الثانية من المستوطنين الهولنديين الذين لم يتأقلموا مع مجموعة الخدم. كان الأحرار بمعظمهم جنودًا سابقين وُظفوا فيما سبق من قِبل شركة الهند الغربية لكنهم بدأوا بالاستقرار لاحقًا بوصفهم مزارعين أو أسياد صناعة قصب السكر. كان هناك آخرون لم يتأقلموا مع الأحرار أو الخدم منهم الهولنديون الذين تركوا هولندا لإيجاد حياة جديدة في هولندا الجديدة للعمل في التجارة. كانت هذه المجموعة أكثر مجموعة مهمة من الناحية الاقتصادية في هولندا الجديدة إذ كانت التجارة بمعظمها تحت سيطرتهم .